# Zjednoczenie (polityka)
Zjednoczenie – powstanie jednolitego państwa z dwóch lub więcej dotychczas niepodległych państw. Zjednoczenie to następuje albo jednorazowo, albo w wyniku dłuższego procesu historycznego. W okresie późnego średniowiecza w wielu państwach Europy po okresie rozdrobnienia feudalnego następowało zjednoczenie księstw, które ponownie jednoczyły się w duże królestwa. W czasach nowożytnych przykładami zakończenia dłuższych procesów zjednoczeniowych było zjednoczenie Niemiec i zjednoczenie Włoch w XIX wieku.
Zjednoczeniem bywa też określane wcielenie Niemieckiej Republiki Demokratycznej do Republiki Federalnej Niemiec po 1990 r. Tymczasem z prawnego punktu widzenia była to inkorporacja.
Także organizacja społeczna lub polityczna powstała ze scalenia kilku mniejszych, np. Zjednoczenie Polskie Rzymsko-Katolickie (Polish Roman-Catholic Union of America) w Stanach Zjednoczonych.